# Comité de Guerra de Gijón
El Comité de Guerra de Gijón fue una institución política de predominio anarquista de la ciudad de Gijón durante el inicio de la guerra civil española y en el contexto de la Revolución social española de 1936.

## Historia

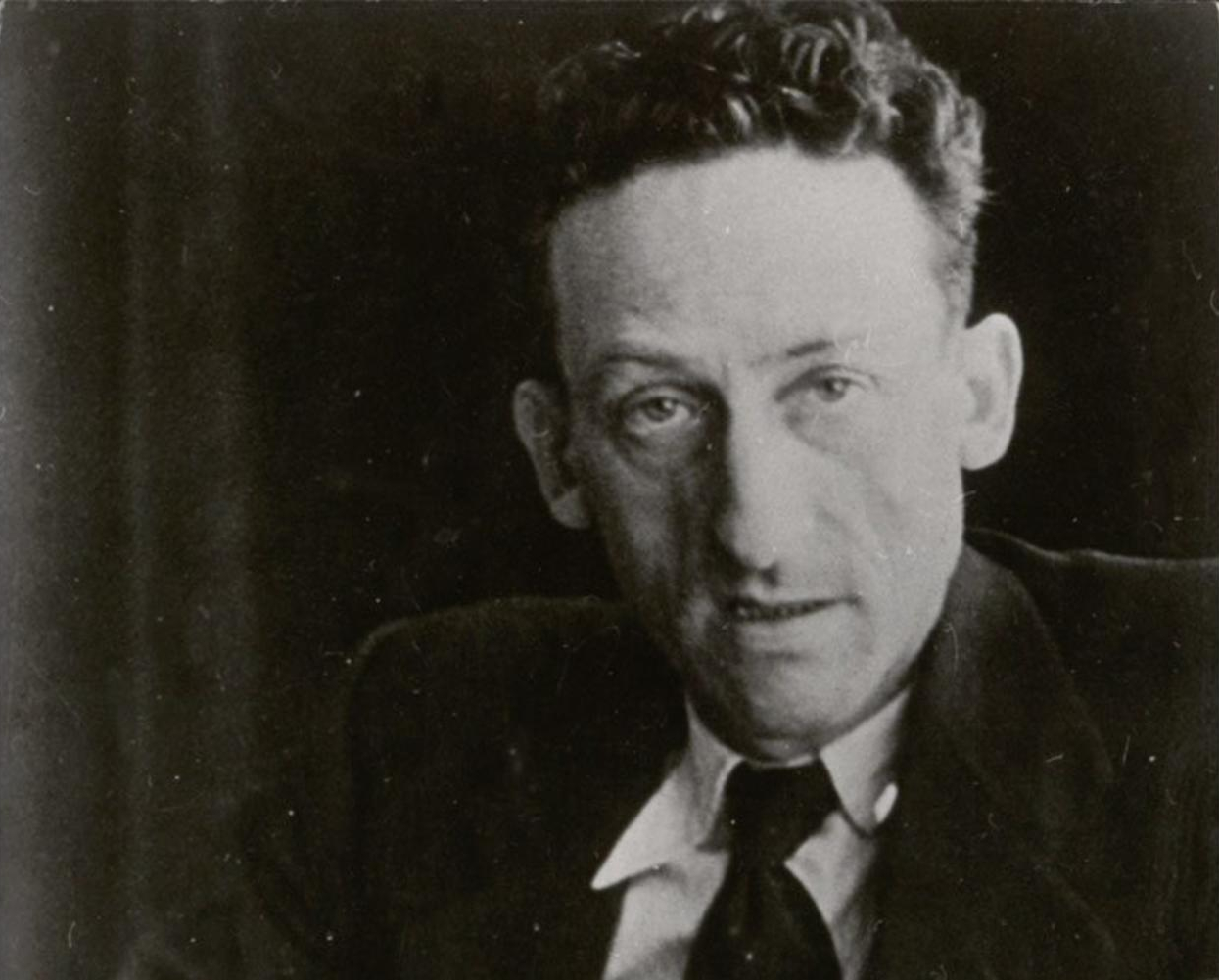
Segundo Blanco, presidente del Comité de Guerra de Gijón

El Comité de Guerra de Gijón se constituyó en julio de 1936. Estaba presidido por Segundo Blanco, de la CNT, y contaba con miembros de la anarcosindical, UGT, Izquierda Republicana y el PCE. Más adelante se creó una Gestora municipal con el anarquista Avelino González Mallada al frente. Esta, además de gestionar la ciudad en guerra, emprendió algunas reformas urbanísticas. El comité contaba con comisiones de guerra, transportes, abastecimiento y salubridad. Con los primeros bombardeos recién iniciada la guerra, el Comité de Guerra trató de establecer la respuesta.
En  Sama de Langreo, había surgido a su vez el Comité Popular de Sama de Langreo de preponderancia socialista. Finalmente, gracias a la presión del Gobierno ambos comités se fusionaron, ese mismo año, en otro localizado en Gijón el 23 de diciembre (el Consejo Interprovincial de Asturias y León), presido por el socialista Belarmino Tomás.